# Inno nazionale della Costa Rica
L'inno nazionale della Costa Rica è anche noto, dal suo incipit, come Noble Patria, tu hermosa bandera.
Il testo dell'inno fu scritto da José María Zeledón Brenes (San José, 1877 - Esparta 1949), il quale vinse il concorso appositamente bandito per cambiare il vecchio testo.
La musica dell'inno fu invece composta da Manuel María Gutiérrez (Heredia, 1829 - San José, 1887) nel 1852.
Un aneddoto racconta che la musica fu scritta d'imbracciatura. Secondo altre versioni José María Zeledón scrisse la partitura in carcere, non avendo rispettato le 24 ore di tempo per comporlo che gli erano state imposte dall'allora presidente. In occasione infatti di una cerimonia pubblica per accogliere importanti intermediari provenienti dagli Stati Uniti e dall'Inghilterra, l'allora Presidente della Repubblica Juan Rafael Mora Porras ordinò alla banda musicale della capitale di eseguire gli inni nazionali dei due Paesi. Lo stesso Presidente, accorgendosi che la Costa Rica non aveva un inno ufficiale, si rivolse a Manuel María Gutiérrez che era capobanda, ordinandogli di eseguire l'inno nazionale della Costa Rica, dietro minaccia di un mese di arresto se non l'avesse fatto.
Fu così che l'11 giugno 1852 si ascoltò per la prima volta l'inno nazionale della Costa Rica, improvvisato dal musicista Manuel María Gutiérrez, oggi benemerito della patria.
L'esecuzione dell'inno nazionale nelle scuole, prima di ogni lezione è divenuta obbligatoria dal 1903.

## Testo Originale
Noble patria, tu hermosa bandera

expresión de tu vida nos da;

bajo el límpido azul de tu cielo

blanca y pura descansa la paz.
En la lucha tenaz,

de fecunda labor

que enrojece del hombre la faz,

conquistaron tus hijos

labriegos sencillos

eterno prestigio, estima y honor.
¡Salve, oh tierra gentil!

¡Salve, oh madre de amor!

Cuando alguno pretenda

tu gloria manchar,

verás a tu pueblo valiente y viril,

la tosca herramienta en arma trocar.
Salve oh Patria tú pródigo suelo,

dulce abrigo y sustento nos da;

bajo el límpido azul de tu cielo

¡vivan siempre el trabajo y la paz!